# Alheira
A alheira é um enchido típico da culinária portuguesa cujos principais ingredientes são carne de aves, pão, azeite, banha, alho e colorau.

## História
Segundo a tradição, este enchido terá sido criado por cristão-novos que, em segredo, continuavam a guardar costumes da sua renegada religião judaica, a fim de dar a entender a toda a sociedade que eram cristãos assumidos e bem integrados. Como o judaísmo proíbe o consumo da carne de porco, alguns dos supostamente recém-convertidos teriam inventado um chouriço onde discretamente a carne de ave substituía a carne de porco, tradicional entre os cristãos. Desta forma, nas primeiras alheiras foram usadas várias carnes alternativas ao porco, tais como peru, galinha e outras aves.
Esta suposta ligação com os cristãos-novos talvez não passe de uma ideia romântica popular, sendo que não há factos concludentes que a suportem. Parece mais certo que o seu aparecimento esteja ligado ao próprio ciclo de produção de fumeiros caseiros, ou simplesmente à necessidade de conservação das carnes dos diversos animais criados e para consumo próprio.
Na região de origem a norte de Portugal (Trás-os-Montes) a alheira é consumida grelhada, ou assada em lume brando, acompanhada por batata cozida com um fio de azeite, e legumes da época variados. Mais a sul o mais natural é encontrar os menus com a alheira frita, batatas fritas, ovo estrelado e saladas de alface e tomate. Por vezes, é também acompanhada por grelos de couve ou de nabiça. É uma presença habitual nas ementas dos restaurantes de todo o país.
A mais famosa das alheiras é a oriunda de Mirandela, na região de Trás-os-Montes, frequentemente considerada a de melhor qualidade, tendo sido nomeada uma das 7 Maravilhas da Gastronomia de Portugal.
Também há produção de alheiras, de grande qualidade, na raia norte (Vinhais), na raia Mirandesa e na zona de Montalegre, sendo as primeiras e as segundas algo distintas quanto ao sabor e quantidade de fumeiro que levam.
Por tradição, os fumeiros da raia norte levam mais fumo e mais vinho e alho do que os fumeiros da raia mirandesa, mais suaves e menos temperados.

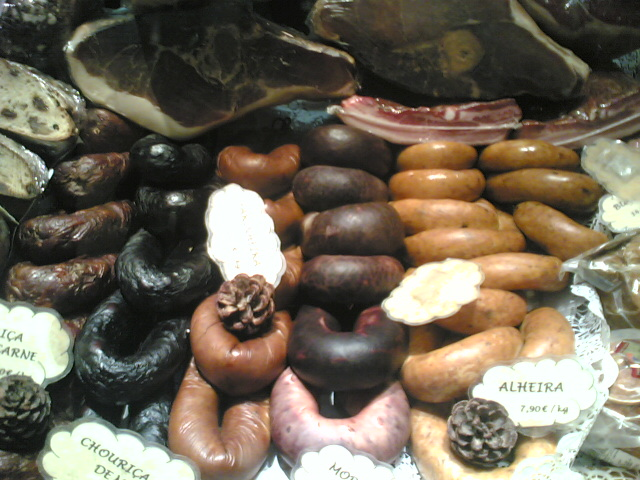
Várias alheiras (à direita)

Atualmente a produção de alheiras é um negócio maioritariamente Industrial, mantendo-se, no entanto, a elevada qualidade no processo de produção. Quem quiser provar alheiras mais próximas do seu estado "original" e da sua essência, terá de recorrer à produção artesanal, designadamente nas aldeias do concelho de Mirandela. As alheiras extrapolam atualmente o território transmontano e produzem-se em muito mais regiões do país, ainda que sem a qualidade do local de origem.

## Alheira de Mirandela (IG)

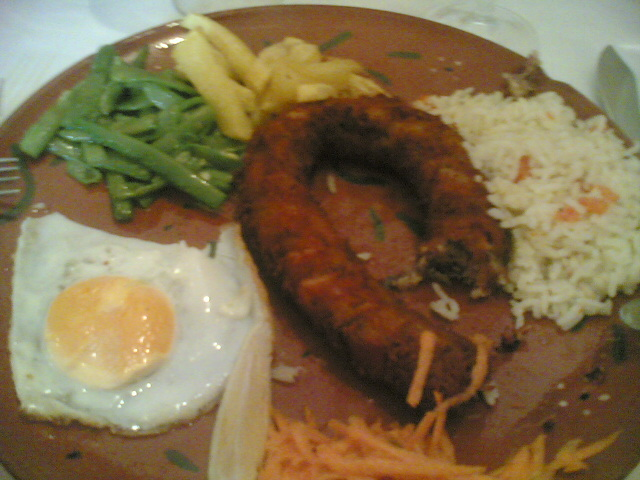
Alheira de Mirandela frita

Desde 1996 que este enchido tem proteção de Especialidade Tradicional Garantida (ETG).
O novo estatuto foi autorizado pela Comissão Europeia e confirmado pelo Governo português no despacho do secretário de Estado das Florestas e Desenvolvimento Rural, Gomes da Silva, publicado a 3 de julho 2013 em Diário da República.
A partir de Julho de 2013, a Alheira de Mirandela só pode ser produzida no concelho de origem, uma ambição antiga dos produtores locais que se concretiza com a atribuição de Indicação Geográfica Protegida ao enchido tradicional.
No entanto a atribuição de IGP não foi registada ao nível da União Europeia, tendo o seu processo sido apresentado a 10 de março de 2011. Por este motivo da rotulagem dos produtos apenas pode constar a menção "Alheira de Mirandela IG".
A Comissão Europeia classificou no dia 2 de Março de 2016 a Alheira de Mirandela como um produto de indicação geográfica protegida (IGP), considerando que se distingue de outros enchidos da mesma categoria pelo seu aroma e paladar e forma de preparação.
A Alheira de Mirandela foi reconhecida como uma das 7 Maravilhas de Portugal - Gastronomia Portuguesa na categoria de Entrada, em setembro de 2011.
Área geográfica
Para além da área circunscrita de nascimento, cria, recria, abate e desmancha dos porcos Bísaros e cruzados usados na produção da Alheira de Mirandela, a área geográfica de transformação e acondicionamento é mais limitada e circunscrita unicamente ao concelho de Mirandela.

## Alheira de Barroso-Montalegre (IGP)
Desde 2007 que a "Alheira de Barroso-Montalegre" está registada como IGP (Indicação Geográfica Protegida) na União Europeia. O seu processo tinha sido apresentado em 2002.
Área geográfica
A área geográfica de transformação e acondicionamento fica delimitada ao concelho de Montalegre, alargando-se a área geográfica de produção da carne e da gordura aos concelhos de Boticas, Chaves e Montalegre, todos do distrito de Vila Real.

## Alheira de Vinhais (IGP)
Desde 2008 que a "Alheira de Vinhais" está registada como IGP (Indicação Geográfica Protegida) na União Europeia. O seu processo tinha sido apresentado em 2005.
Área geográfica
Para além da área circunscrita de nascimento, cria, recria, abate e desmancha dos porcos Bísaros e cruzados usados na produção da Alheira de Vinhais, a área geográfica de transformação é mais limitada e está circunscrita aos concelhos de Bragança, Macedo de Cavaleiros, Miranda do Douro e Vinhais, do distrito de Bragança.